# Daniel Defert
Pour les articles homonymes, voir Defert.
Daniel Defert, né le 10 septembre 1937 à Avallon (Yonne) et mort le 7 février 2023 à Paris, est un sociologue français.
Militant anti-sida et président-fondateur (1984-1991) de la première association française de lutte contre le sida, AIDES, il créa cette association après la mort de son compagnon, le philosophe Michel Foucault.

## Biographie

### Carrière
Daniel Defert passe son enfance à Vézelay où son père est coiffeur . Il est inscrit en hypokhâgne et khâgne au lycée du Parc à Lyon.
Daniel Defert est ancien élève de l'École normale supérieure de Saint-Cloud. Agrégé de philosophie (1964), il a été attaché de recherche au CNRS-Fondation Thiers (1966-1968), assistant de sociologie à l'université de Vincennes (1969-1972), maître-assistant de sociologie à l'université Paris-VIII (1972-1985) et maître de conférences dans ce même établissement (1985-2001).
Dans le domaine de l'histoire des savoirs, sous la direction de Raymond Aron, Daniel Defert a étudié la naissance de la science sociale comme discipline universitaire. Il s’agissait de l’étudier sous deux formes : celle de la statistique descriptive dans les universités allemandes au XVIIIe siècle et celle du développement d’une idéologie de la science sociale dans les sociétés européennes de statistique et chez les hygiénistes.

Cette recherche, continuée en vue d’une thèse d’État sur la formation du champ sociologique, a conduit progressivement Daniel Defert à l’étude des pratiques descriptives déjà à l’œuvre dans les récits de voyage de découvertes des XVIe et XVIIe siècles que la statistique universitaire allemande avait entrepris de recoder. C’est à partir de ces recherches sur l’histoire des pratiques ethnographiques, en particulier des peintres voyageurs depuis la découverte de l’Amérique, que Daniel Defert a élaboré la notion d’ethno-iconographie comme domaine de recherches. C'est dans ce cadre qu'il a été de 1980 à 1987 coresponsable d’une unité de recherche associée au CNRS : ERA 1054. « Le Monde des relations du voyage, Texte-image ».
Dans le domaine de la santé publique, Daniel Defert a été membre du Comité scientifique pour les sciences humaines de la Société internationale sur le sida (1986-1994), membre de la Commission internationale sur le sida de l'Organisation mondiale de la santé (1988-1993), membre du Comité national du sida (1989-1998) et du « Haut Comité de la santé publique » (à partir de 1998).
Il est l'auteur de nombreux articles dans le domaine de la santé publique. Il a été honoré du grade de chevalier de la Légion d'honneur et a reçu en 1998 le prix Alexandre Onassis pour la création de AIDES.

### Vie avec Michel Foucault
Daniel Defert rencontre Michel Foucault en 1960, et leur relation dure de 1963 jusqu'à la mort de Foucault en 1984. Foucault décrit cette relation comme un « état de passion »,.
Daniel Defert milite avec Michel Foucault dans le mouvement maoïste de la Gauche prolétarienne. Il est avec lui à l'initiative de la création en février 1971 du Groupe d'information sur les prisons. Ils donnent, par l'intermédiaire de ce groupe la parole aux prisonniers.
C'est la mort de Foucault du sida, une maladie sur laquelle on ne savait presque rien à l'époque, qui décida Defert à entrer dans la lutte contre le sida. Daniel Defert apparaît, sous le nom de Stéphane, dans le roman d'Hervé Guibert À l'ami qui ne m'a pas sauvé la vie, qui décrit l'agonie de Foucault (Muzil), ainsi que dans celui de Mathieu Lindon, Ce qu'aimer veut dire,.
Il a coédité avec François Ewald les quatre volumes (aujourd'hui réédités en deux) des Dits et écrits de Michel Foucault (1994), un recueil posthume des différentes préfaces, conférences, entretiens et autres textes non regroupés du philosophe mais publiés de son vivant. Daniel Defert a également été l'éditeur de la première année des cours de Foucault au Collège de France, Leçons sur la volonté de savoir, et participé à la publication des Œuvres de Michel Foucault dans l'édition de La Pléiade en 2015.

### Mort
Daniel Defert meurt à Paris le 7 février 2023, à l'âge de 85 ans,. Lors d'un entretien avec le média Têtu, peu avant sa mort, il avait commenté comment les médias parleraient de lui à sa mort : "Un jour on écrira ma nécro et on dira de moi que je suis un vieux pédé ou une vieille folle. Moi en tout cas, ça me va d’être une vieille folle." Il est inhumé au cimetière de Montillot (Yonne).

## Décorations
- Chevalier de la Légion d'honneur[Information douteuse]
- Officier de l'ordre national du Mérite (1994)

## Publications

### Ouvrage
- Une vie politique : entretiens avec Philippe Artières et Éric Favereau, Paris, Le Seuil, coll. « Sciences humaines », 2014, 368 p.  (ISBN 978-2-02-105508-5).

### Articles
- « Méthodologie pour l’évaluation des niveaux de santé : histoire et épistémologie de la médecine publique », Bulletin de l’INSERM, no 6, 1967
- « Sociologie de la pratique médicale en Grande-Bretagne », Le Concours médical, Cahiers de sociologie et de démographie, no 10, 1970
- « Une enquête populaire sur les conditions de logement dans la banlieue parisienne », avec Pierre Riboulet, Espaces et sociétés, no 13-14, 1974
- Avec François Ewald : « Histoire des transformations politiques et juridiques qui ont permis la législation du risque professionnel' », ministère du Travail, Collège de France, 370 pages dactylographiées, 1977
- « La Chine toujours édifiante et curieuse », Les Temps modernes, no 380, 1978
- Avec François Ewald : « Assurance, Prévoyance, Sécurité : formation historique des techniques de gestion sociale dans les sociétés industrielles », ministère du Travail, Fondation Royaumont, 400 pages dactylographiées, 1979
- « Un cas d’hébridisation : Robert James Fletcher », Journal de la Société des Océanistes, vol. 37, no 70-71, 1981
- « La collecte du monde : une étude des récits de voyages du XVIe au XVIIe siècle » in Collections passion, éd. J. Hainard et R. Kaehr, Neuchâtel, musée d’ethnographie de Neuchâtel, 1982, p. 17-31 ; traduction en anglais : « The Collection of the World: Accounts of Voyage from the Sixteenth to the Eigtheenth Centuries », Dialectical Anthropology, vol. 7, t. 1, 1982, p. 11-20
- « Vêtir ceux qui sont nus, ou costumes et coutumes au XVIe siècle », Droit et Cultures, no 4, 1982, p. 25-48
- « Un genre ethnographique profane au XVIe siècle : les livres d’habits » in Histoire de l’Anthropologie, éd. B. Rupp, Eisenreich, Klincksieck, 1984, p. 25-41
- « Corpus et co-texte », Langage et société, no 28, t. 2, 1984
- « Les villes gravées du monde universel » et « L’idée et l’image au XVIe siècle » in La Renaissance et le Nouveau Monde, Québec, musée du Québec, 1984
- « Quelques repères chronologiques » in Badinter, R., Bourdieu, P. et al., Foucault, une histoire de la vérité, Paris, Syros, 1985
- « Public or collective health », Communication 208, S 24 K in Actes de la Conférence internationale sur le sida, Paris, 1986
- « Collections et nations au XVIe siècle » in L’Amérique de Théodore de Bry, Une collection de voyages protestante du XVIe siècle. Quatre études sur l’iconographie de la collection de Bry, éd. M. Duchet, Paris, éditions du CNRS, 1987, 283 p.
- « Les collections iconographiques du XVIe siècle » in Voyages et voyageurs de la Renaissance, Actes du colloque de Tours, Paris, Maisonneuve et Larose, 1987
- « Épidémies et démocratie » in Sida : épidémies et société, Lyon, Fondation universitaire des sciences et techniques du vivant, p. 158-162 ; repris in Actions et recherches sociales, Éditions Érès, vol. 32, t. 3, septembre 1988
- « Raison pourquoi on ne peut pas bien du tout représenter les sauvages » in Les Figures de l’Indien, éd. G. Thérien, Montréal, Presses de l’université de Québec, 1988, p. 9-20
- « L’organisation des systèmes de soins » in Sida et infection par VIH, éd. Luc Montagnier, Willy Rozenbaum, Jean-Claude Gluckmann, Flammarion, coll. « Médecine Sciences », 1989, p. 491-499
- « Les institutions pourront-elles faire face à l’épidémie ? » in Sida 2001. Aids 2001, Lyon, Fondation universitaire des sciences et techniques du vivant, 1989, p. 225-230
- « A New Social Reformer: The Patient », Préface in Behavioral aspects of Aids and other sexually transmitted diseases, éd. D. G. Ostrow, New York, Plenum, 1990
- « Popular Life and Insurance Technology » in The Foucault effect: Studies in Governmentality, éd. G. Burchell, C. Gordon et P. Miller, London, Harvester, Chicago, University of Chicago Press, 1991, p. 211-233
- « Sida et libertés », Recueil international de Législation sanitaire, OMS, 1992, vol. 43, p. 475-478
- « Les personnes atteintes par l’infection du VIH sont-elles des usagers du système de santé ? » in Les Usagers entre marché et citoyenneté, éd. M. Chauvière et J. T. Godbout, Paris, L’Harmattan, 1992, p. 179-187
- « Les métaphores de la finitude » in Cancer, Sida et Société, éd. C. Jasmin, Paris, Éditions sociales françaises, 1993, p. 83-94
- « Un malade du sida peut-il être un réformateur social ? », Esprit, juillet 1994, p. 100-111
- « La loi Huriet et le point de vue des malades » in Consentement éclairé et recherche clinique, éd. F. Lemarie et A. Fagot-Largeault, Paris, Flammarion, 1994, p. 22-25
- « Homosexualité : critique d’un inventaire des connaissances », Transcriptase, Revue critique de l’actualité scientifique internationale, no 36, juin-juillet, 1995, p. 2-5
- « La violence entre pouvoirs et interprétations dans l’œuvre de Michel Foucault » in De la violence, éd. Françoise Héritier-Augé, Paris, Odile Jacob, 1996
- « Les religions monothéistes à l’épreuve du sida » in Aids in the World II, éd. J. Mann et D. J. M. Tarantola, Oxford, Oxford University Press, 1996
- « Glissements progressifs de l’œuvre hors d’elle-même » in Au risque de Foucault, éd. Roger Rotmann, Paris, éditions du Centre Georges Pompidou, 1997, p. 151-160
- « Le dispositif de guerre comme analyseur des rapports de pouvoir » in Lectures de Michel Foucault, t. 1 : À propos de Il faut défendre la société, éd. J.-C. Zancarini, P.-F. Moreau et E. Da Silva, ENS éditions, 2000
- « Macht, Krieg, Rassismus und ihre Analyseform » in Biopolitik und Rassismus, éd. M. Stingelin, Frankfurt am Main, Suhrkamp Taschenbuch Verlag, 2003
- Postface in Le Groupe d'Information sur les Prisons : archives d'une lutte, 1970-72, éd. Philippe Artières, Laurent Querro, Michelle Zancarini-Fournel, IMEC, 2003
- « Les derniers jours de Michel Foucault : entretien avec Daniel Defert », Libération, 19 juin 2004
- « Sehen und Sprechen für Foucault » in Foucault und die Künste, Herausgegeben im Auftrag des Zentrums für Kunst und Medientechnologie, éd. P. Gente, Frankfurt am Main, Suhrkamp Verlag, 2004
- « Le sida : forme incubée de la mondialisation », postface in Eric Favereau, Nos années Sida : vingt-cinq ans de guerres intimes, Paris, La Découverte, 2006
- « Foucault et les sciences humaines » in Michel Foucault à Kairouan, éd. B. Koudhaï, Kairouan, Le Gai Savoir, faculté des lettres et sciences humaines de Kairouan, 2007
- « Vedere o sapere » in Lo sguardo di Foucault, éd. M. Cometa et S. Vaccaro, Roma, Universale Meltemi, 2007

### Éditeur
- Michel Foucault, Dits et écrits : 1954-1988 (4 volumes), D. Defert, F. Ewald (éd.), Paris, Gallimard, 1994.
- Michel Foucault, Leçons sur La volonté de savoir, Cours au Collège de France. 1970-1971, suivi de Le savoir d'Œdipe, D. Defert (éd.), Paris, Gallimard, Le Seuil, 2011.